# Народна скупштина Краљевине Црне Горе
Народна скупштина Краљевине Црне Горе је била народно представништво у Краљевини Црној Гори. Свој рад је отпочела након октроисања Никољданског устава (1905).

## Историја
Књажевина Црна Гора је октроисаним Никољданским уставом (1905) дефинисана као насљедна монархија са народним представништвом. Књаз је вршио законодавну власт заједно са Народном скупштином. Она је замијенила дотадашње народне зборове, састанке и вијећа.
За вријеме Књажевине Црне Горе односно Краљевине Црне Горе све до Првог свјетског рата била су укупно четири сазива Народне скупштине. Први скупштински избори су одржани на основу Закона о изборима народнијех посланика, донесеног 24. јуна/7. јула 1906. Одржани су 27. септембра, а прва сједница Народне скупштине је била 31. октобра 1906. Распуштена је 9. јула 1907.
Други избори су одржани 31. октобра 1907, а Народна скупштина се састала 21. новембра 1907. Распуштена је у септембру 1911. Наредни трећи избори су одржани 27. септембра 1911, а Народна скупштина се састала 1. децембра 1911. и њен сазив је трајао до 25. октобра 1913.
Посљедњи четврти избори су одржани 11. јануара 1914, а Народна скупштина се састала 28. јануара 1914. По последњи пут се састала 25. децембра 1915, а рад завршила 4. јануара сљедеће године. Губитком државности (1918) па до Другог свјетског рата није постојало црногорско народно представништво.

## Састав
Народни представници су се бирали на четворогодишњи мандат. Народну скупштину су чинили представници, слободно изабрани од народа, и сљедећа лица по положају: митрополит црногорски, надбискуп барски и примас српски, муфтија црногорски, предсједник и чланови Државног савјета, предсједник Великог суда, предсједник Главне државне контроле и три бригадира (које је именовао књаз). Избори су се расписивали указом књаза на предлог министра унутрашњих дјела, а по саслушању Министарског савјета.
Свака капетанија је чинила један изборни округ и бирала по једног народног посланика. Вароши Цетиње, Никшић, Подгорица, Колашин, Бар и Улцињ су такође бирале по једног посланика. Изборно право је имао сваки црногорски држављанин који је навршио 21 годину. Активни официри у војсци, као и подофицири и војници стајаће војске, нису могли бирати народне посланике. Бирачко право нису имали који су осуђени на тамницу (док се не поврате у грађанска права), који су осуђени за преступе на губитак грађанске части (док траје та казна), који су под стециштем, који су под старатељством и који су без допуштења црногорске владе ступили у службу стране државе. Жене нису имале право гласа.
За народног посланика је могао бити изабран само онај црногорски држављанин који је: имао на дан избора пуних 30 година, стално живио у Црној Гори (изузимајући оне који су се бавили на страни по државном послу), уживао сва грађанска права и плаћао држави најмање 15 круна годишње.
На првим изборима одржаним на дан 27. септембар 1906. за скупштинску периоду 1906—1910. изабрано је 59 народних посланика (њих 6 по варошима и 53 по капетанијама).

## Дјелокруг
Књаз господар је сазивао Народну скупштину на Лучиндан, у редован или ванредни сазив. Отварао и затварао је њене сједнице лично, престоном бесједом, или преко Министарског савјета, посланицом или указом. Цивилна листа књаза се одређивала законом. Није могла бити увећана без сагласности Народне скупштине нити умањена без сагласности књаза.
На првом састанку Народне скупштине предсједничко мјесто, као привремени предсједник, заузимао је по годинама најстарији народни посланик. Пошто би се посланичка пуномоћја на прописан начин прегледала и овјерила, посланици су полагали сљедећу заклетву: „Ја Н. Н. заклињем се јединијем Богом, да ћу књазу господару вјеран бити, да ћу Устав вјерно чувати и да ћу при мом раду у Народној скупштини једино имати пред очима опште добро књаза господара и отаџбине. Како ово испунио, онако ми Бог и овога и онога свијета помогао.“ Предсједништво Народне скупштине се састојало из предсједника, потпредсједника и три секретара, а бирало се тајним гласањем.
Народна скупштина је могла радити и рјешавати само онда ако је у сједници било више од половине цјелокупног броја народних посланика. За пуноважан закључак била је потребна апсолутна већина датих гласова.
Законске предлоге Народној скупштини је подносила Влада у име књаза господара, а исто тако и Народна скупштина Влади. Међутим, формални законски предлози произилазили су само од Владе. У име Владе законске предлоге је подносио дотични министар. У Народној скупштини предлоге је могао подносити један или више посланика заједно, с тим да буду потпомогнути од десет посланика. У Народној скупштини су могли говорити само народни посланици, министри и владини повјереници. Сваки народни посланик је имао право управљати интерпелације на министре.